# Sotto il cielo delle Hawaii (film 2015)
Sotto il cielo delle Hawaii (Aloha) è un film del 2015 scritto e diretto da Cameron Crowe.
Protagonisti del film sono Bradley Cooper, Emma Stone e Rachel McAdams.

## Trama
L'ex ufficiale dell'aviazione americana, Brian Gilcrest, ora appaltatore del Dipartimento della difesa, si reca a Honolulu, nelle isole Hawaii per supervisionare il lancio di un satellite. Il lancio è gestito da un privato, il miliardario Carson Welch. Arrivato sull'isola incontra la sua vecchia fidanzata, Tracy Woodside, e fa la conoscenza del capitano Allison Ng, ufficiale di collegamento assegnato dall'aeronautica americana al progetto.
Fra i compiti di Gilcrest c'è quello di assicurarsi la benedizione della comunità nativa.
Le cose si complicano quando Gilcrest scopre che il lancio del nuovo satellite nasconde il tentativo di portare nello spazio sistemi d'arma non consentiti dal Trattato sullo spazio extra-atmosferico.

## Produzione
Il film è stato girato interamente nelle Hawaii, a Honolulu e Oahu. Durante la sua lavorazione, il film ha avuto diversi titoli; Untitled Cameron Crowe Project, Deep Tiki e Volcano Romance. Il 2 febbraio 2015 la Sony Pictures comunica che il titolo definitivo è Aloha.

## Distribuzione
Il primo trailer è stato diffuso l'11 febbraio 2015. Il film è stato distribuito nelle sale cinematografiche statunitensi il 29 maggio 2015.. In Italia il film è stato pubblicato il 13 dicembre 2015 su Netflix.

## Controversie

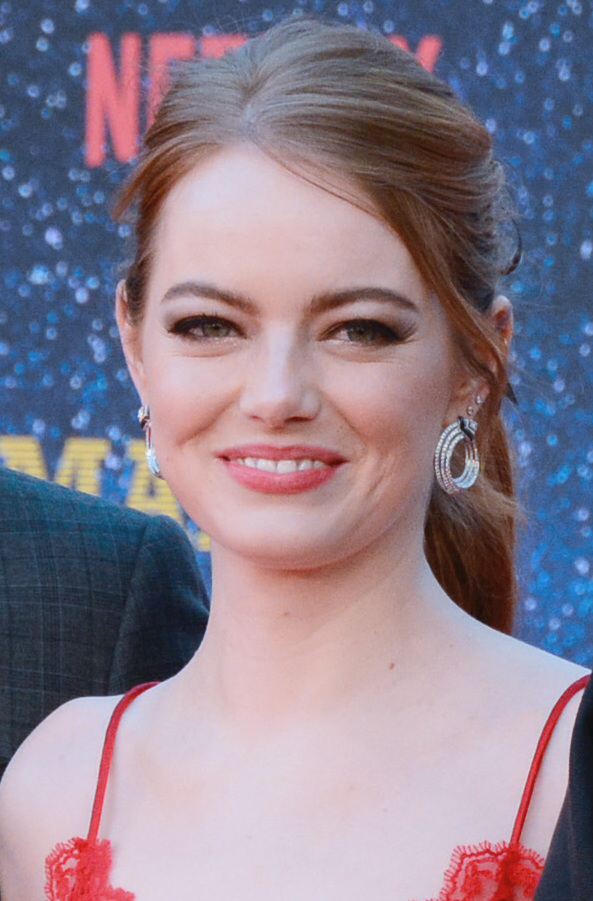
Emma Stone nel 2018, comparendo così nella pellicola divenne oggetto di ironia da parte di Sandra Oh durante la cerimonia del 2019 dei Golden Globes

Il film fu al centro di polemiche legato al fenomeno del whitewashing, in quanto Emma Stone interpreta un personaggio asiatico senza peraltro trucco, attirandosi anche l'ironia della comunità asiatica di Hollywood, l'attrice Sandra Oh, nel corso della cerimonia per la premiazione dei Golden Globe del 2019, dichiarò, parlando del film Crazy Rich Asians
 alludendo al fatto che in entrambe le pellicole attrici di origine europea interpretavano ruoli per colleghe asiatiche, togliendo loro anche opportunità di lavoro.

La stessa stampa sottolineò il fatto, il giornalista Zack Sharf scrisse 
()
Il regista Crowe, in materia, dopo aver rivelato che il personaggio si basava su una persona realmente esistente, dichiarò 
()

## Riconoscimenti
- 2015 - Teen Choice Awards[7]
  - Candidatura per il miglior film commedia
  - Candidatura per il miglior attore in un film commedia a Bradley Cooper
  - Candidatura per la miglior attrice in un film commedia a Emma Stone